# Пиорија (Аризона)
Пиорија (енгл. Peoria) град је у америчкој савезној држави Аризона. По попису становништва из 2020. у њему је живело 190.985 становника.

## Демографија
Према попису становништва из 2010. у граду је живело 154.065 становника, што је 45.701 (42,2%) становника више него 2000. године.
|                   | 2010.            | 2000.            |
| Укупно            | 154 065 (100,0%) | 108 364 (100,0%) |
| Белци             | 111 242 (72,20%) | 84 370 (77,86%)  |
| Хиспаноамериканци | 28 629 (18,58%)  | 16 699 (15,41%)  |
| Афроамериканци    | 5 182 (3,364%)   | 3 012 (2,780%)   |
| Азијати           | 4 971 (3,227%)   | 2 077 (1,917%)   |
| Остали            | 4 041 (2,623%)   | 2 206 (2,036%)   |